# Tour de l'Algarve 2005
La 31e édition du Tour de l'Algarve a eu lieu du 16 février au 20 février 2005.
Hugo Sabido remporte la 31e édition, c'est le premier triomphe portugais depuis 2002

## Les étapes
Ce Tour de l'Algarve est constitué de cinq étapes.
| Étape     | Date       | Villes étapes                         |  | Distance (km) | Vainqueur d’étape | Leader du classement général |
| --------- | ---------- | ------------------------------------- |  | ------------- | ----------------- | ---------------------------- |
| 1re étape | 16 février | Albufeira - Albufeira                 |  | 140           | Bernhard Eisel    | Bernhard Eisel               |
| 2e étape  | 17 février | Vila Real de Santo António - Portimao |  | 207           | Tom Steels        | Tom Steels                   |
| 3e étape  | 18 février | Vila do Bispo - Lagos                 |  | 200           | Alexei Markov     | Bernhard Eisel               |
| 4e étape  | 19 février | Castro Marim - Tavira                 |  | 155           | Bernhard Eisel    | Bernhard Eisel               |
| 5e étape  | 20 février | Lagoa - Alto do Malhão                |  | 165           | Hugo Sabido       | Hugo Sabido                  |

## Déroulement de la course

### 1reétape
| Classement de l'étape | Classement de l'étape | Classement de l'étape | Classement de l'étape        | Classement de l'étape |
|                       | Coureur               | Pays                  | Équipe                       | Temps                 |
| --------------------- | --------------------- | --------------------- | ---------------------------- | --------------------- |
| 1er                   | Bernhard Eisel        | Autriche              | La Française des jeux        | en 3 h 36 min 31 s    |
| 2e                    | Olaf Pollack          | Allemagne             | T-Mobile                     | m.t                   |
| 3e                    | Tom Steels            | Belgique              | Davitamon-Lotto              | m.t                   |
| 4e                    | Hans Dekkers          | Pays-Bas              | Rabobank Continental         | m.t                   |
| 5e                    | Cândido Barbosa       | Portugal              | LA Aluminios-Liberty Seguros | m.t                   |
| 6e                    | Baden Cooke           | Australie             | La Française des jeux        | m.t                   |
| 7e                    | Pedro Soeiro          | Portugal              | Carvalhelhos-Boavista        | m.t                   |
| 8e                    | Stuart O'Grady        | Australie             | Cofidis                      | m.t                   |
| 9e                    | Rudie Kemna           | Pays-Bas              | Shimano-Memory Corp          | m.t                   |
| 10e                   | Alexei Markov         | Russie                | Milaneza-Maia                | m.t                   |
| modifier              |                       |                       |                              |                       |

| Classement général | Classement général | Classement général | Classement général           | Classement général |
|                    | Coureur            | Pays               | Équipe                       | Temps              |
| ------------------ | ------------------ | ------------------ | ---------------------------- | ------------------ |
| 1er                | Bernhard Eisel     | Autriche           | La Française des jeux        | en 3 h 36 min 31 s |
| 2e                 | Olaf Pollack       | Allemagne          | T-Mobile                     | + 4 s              |
| 3e                 | Eelke van der Wal  | Pays-Bas           | Shimano-Memory Corp          | + 4 s              |
| 4e                 | Tom Steels         | Belgique           | Davitamon-Lotto              | + 6 s              |
| 5e                 | Pedro Soeiro       | Portugal           | Carvalhelhos-Boavista        | + 9 s              |
| 6e                 | Hans Dekkers       | Pays-Bas           | Rabobank Continental         | + 10 s             |
| 7e                 | Cândido Barbosa    | Portugal           | LA Aluminios-Liberty Seguros | + 10 s             |
| 8e                 | Baden Cooke        | France             | La Française des jeux        | + 10 s             |
| 9e                 | Stuart O'Grady     | Australie          | Cofidis                      | + 10 s             |
| 10e                | Rudie Kemna        | Pays-Bas           | Shimano-Memory Corp          | + 10 s             |
| modifier           |                    |                    |                              |                    |

### 2eétape
| Classement de l'étape | Classement de l'étape | Classement de l'étape | Classement de l'étape        | Classement de l'étape |
|                       | Coureur               | Pays                  | Équipe                       | Temps                 |
| --------------------- | --------------------- | --------------------- | ---------------------------- | --------------------- |
| 1er                   | Tom Steels            | Belgique              | Davitamon-Lotto              | en 5 h 5 min 54 s     |
| 2e                    | Stuart O'Grady        | Australie             | Cofidis                      | m.t                   |
| 3e                    | Olaf Pollack          | Allemagne             | T-Mobile                     | m.t                   |
| 4e                    | Alexei Markov         | Russie                | Milaneza-Maia                | m.t                   |
| 5e                    | Martín Garrido        | Argentine             | Duja-Tavira                  | m.t                   |
| 6e                    | Robert Förster        | Allemagne             | Gerolsteiner                 | m.t                   |
| 7e                    | Cândido Barbosa       | Portugal              | LA Aluminios-Liberty Seguros | m.t                   |
| 8e                    | Volodymyr Bileka      | Ukraine               | Discovery Channel            | m.t                   |
| 9e                    | Pedro Soeiro          | Portugal              | Carvalhelhos-Boavista        | m.t                   |
| 10e                   | Guennadi Mikhailov    | Russie                | Discovery Channel            | m.t                   |
| modifier              |                       |                       |                              |                       |

| Classement général | Classement général | Classement général | Classement général           | Classement général |
|                    | Coureur            | Pays               | Équipe                       | Temps              |
| ------------------ | ------------------ | ------------------ | ---------------------------- | ------------------ |
| 1er                | Tom Steels         | Belgique           | Davitamon-Lotto              | en 8 h 42 min 11 s |
| 2e                 | Olaf Pollack       | Allemagne          | T-Mobile                     | + 4 s              |
| 3e                 | Bernhard Eisel     | Autriche           | La Française des jeux        | + 4 s              |
| 4e                 | Stuart O'Grady     | Australie          | Cofidis                      | + 5 s              |
| 5e                 | Eelke van der Wal  | Pays-Bas           | Shimano-Memory Corp          | + 8 s              |
| 6e                 | Cândido Barbosa    | Portugal           | LA Aluminios-Liberty Seguros | + 11 s             |
| 7e                 | Sérgio Ribeiro     | Portugal           | Barbot-Pascoal               | + 11 s             |
| 8e                 | Frank van Dulmen   | Pays-Bas           | Rabobank Continental         | + 12 s             |
| 9e                 | Pedro Soeiro       | Portugal           | Carvalhelhos-Boavista        | + 13 s             |
| 10e                | Pedro Miguel Lopes | Portugal           | LA Aluminios-Liberty Seguros | + 13 s             |
| modifier           |                    |                    |                              |                    |

### 3eétape
| Classement de l'étape | Classement de l'étape | Classement de l'étape | Classement de l'étape                | Classement de l'étape |
|                       | Coureur               | Pays                  | Équipe                               | Temps                 |
| --------------------- | --------------------- | --------------------- | ------------------------------------ | --------------------- |
| 1er                   | Alexei Markov         | Russie                | Milaneza-Maia                        | en 4 h 59 min 35 s    |
| 2e                    | Bernhard Eisel        | Autriche              | La Française des jeux                | m.t                   |
| 3e                    | Hans Dekkers          | Pays-Bas              | Rabobank Continental                 | m.t                   |
| 4e                    | Olaf Pollack          | Allemagne             | T-Mobile                             | m.t                   |
| 5e                    | Robert Förster        | Allemagne             | Gerolsteiner                         | m.t                   |
| 6e                    | Hugo Sabido           | Portugal              | Paredes Rota dos Móveis-Beira Tamega | m.t                   |
| 7e                    | Stuart O'Grady        | Australie             | Cofidis                              | m.t                   |
| 8e                    | Guennadi Mikhailov    | Russie                | Discovery Channel                    | m.t                   |
| 9e                    | Pedro Soeiro          | Portugal              | Carvalhelhos-Boavista                | m.t                   |
| 10e                   | Sérgio Herrero        | Portugal              | Madeinox-AR Canela                   | m.t                   |
| modifier              |                       |                       |                                      |                       |

| Classement général | Classement général | Classement général | Classement général           | Classement général  |
|                    | Coureur            | Pays               | Équipe                       | Temps               |
| ------------------ | ------------------ | ------------------ | ---------------------------- | ------------------- |
| 1er                | Bernhard Eisel     | Autriche           | La Française des jeux        | en 13 h 41 min 44 s |
| 2e                 | Tom Steels         | Belgique           | Davitamon-Lotto              | + 2 s               |
| 3e                 | Stuart O'Grady     | Australie          | Cofidis                      | + 3 s               |
| 4e                 | Olaf Pollack       | Allemagne          | T-Mobile                     | + 6 s               |
| 5e                 | Alexei Markov      | Russie             | Milaneza-Maia                | + 6 s               |
| 6e                 | Eelke van der Wal  | Pays-Bas           | Shimano-Memory Corp          | + 9 s               |
| 7e                 | Cândido Barbosa    | Portugal           | LA Aluminios-Liberty Seguros | + 11 s              |
| 8e                 | Hans Dekkers       | Pays-Bas           | Rabobank Continental         | + 12 s              |
| 9e                 | Sérgio Ribeiro     | Portugal           | Barbot-Pascoal               | + 13 s              |
| 10e                | Steve Cummings     | Royaume-Uni        | Landbouwkrediet-Colnago      | + 13 s              |
| modifier           |                    |                    |                              |                     |

### 4eétape
| Classement de l'étape | Classement de l'étape | Classement de l'étape | Classement de l'étape | Classement de l'étape |
|                       | Coureur               | Pays                  | Équipe                | Temps                 |
| --------------------- | --------------------- | --------------------- | --------------------- | --------------------- |
| 1er                   | Bernhard Eisel        | Autriche              | La Française des jeux | en 3 h 41 min 23 s    |
| 2e                    | Stuart O'Grady        | Australie             | Cofidis               | m.t                   |
| 3e                    | Fabian Wegmann        | Allemagne             | Gerolsteiner          | m.t                   |
| 4e                    | Aart Vierhouten       | Pays-Bas              | Davitamon-Lotto       | m.t                   |
| 5e                    | Pedro Soeiro          | Portugal              | Carvalhelhos-Boavista | m.t                   |
| 6e                    | Frédéric Amorison     | Belgique              | Davitamon-Lotto       | m.t                   |
| 7e                    | Markus Zberg          | Suisse                | Gerolsteiner          | m.t                   |
| 8e                    | Leon van Bon          | Pays-Bas              | Davitamon-Lotto       | m.t                   |
| 9e                    | José Luis Rubiera     | Espagne               | Discovery Channel     | m.t                   |
| 10e                   | Alain van Katwijk     | Pays-Bas              | Shimano-Memory Corp   | m.t                   |
| modifier              |                       |                       |                       |                       |

| Classement général | Classement général | Classement général | Classement général                   | Classement général  |
|                    | Coureur            | Pays               | Équipe                               | Temps               |
| ------------------ | ------------------ | ------------------ | ------------------------------------ | ------------------- |
| 1er                | Bernhard Eisel     | Autriche           | La Française des jeux                | en 17 h 22 min 57 s |
| 2e                 | Stuart O'Grady     | Australie          | Cofidis                              | + 7 s               |
| 3e                 | Fabian Wegmann     | Allemagne          | Gerolsteiner                         | + 22 s              |
| 4e                 | Juan Olmo          | Espagne            | Duja-Tavira                          | + 23 s              |
| 5e                 | Sergio Herrero     | Portugal           | Madeinox-AR Canela                   | + 24 s              |
| 6e                 | Benoît Joachim     | Luxembourg         | Discovery Channel                    | + 24 s              |
| 7e                 | Benoît Vaugrenard  | France             | La Française des jeux                | + 24 s              |
| 8e                 | Pedro Soeiro       | Portugal           | Carvalhelhos-Boavista                | + 25 s              |
| 9e                 | Pedro Miguel Lopes | Portugal           | LA Aluminios-Liberty Seguros         | + 25 s              |
| 10e                | Hugo Sabido        | Portugal           | Paredes Rota dos Móveis-Beira Tamega | + 25 s              |
| modifier           |                    |                    |                                      |                     |

### 5eétape
| Classement de l'étape | Classement de l'étape | Classement de l'étape | Classement de l'étape                | Classement de l'étape |
|                       | Coureur               | Pays                  | Équipe                               | Temps                 |
| --------------------- | --------------------- | --------------------- | ------------------------------------ | --------------------- |
| 1er                   | Hugo Sabido           | Portugal              | Paredes Rota dos Móveis-Beira Tamega | en 4 h 21 min 45 s    |
| 2e                    | José Luis Rubiera     | Espagne               | Discovery Channel                    | + 15 s                |
| 3e                    | Jurgen Van de Walle   | Belgique              | Landbouwkrediet-Colnago              | + 18 s                |
| 4e                    | Héctor Guerra         | Espagne               | LA Aluminios-Liberty Seguros         | + 18 s                |
| 5e                    | Pedro Miguel Lopes    | Portugal              | LA Aluminios-Liberty Seguros         | + 18 s                |
| 6e                    | Stuart O'Grady        | Australie             | Cofidis                              | + 18 s                |
| 7e                    | Juan Olmo             | Espagne               | Duja-Tavira                          | + 18 s                |
| 8e                    | Carlos Pinho          | Portugal              | Barbot-Pascoal                       | + 27 s                |
| 9e                    | Fabian Wegmann        | Allemagne             | Gerolsteiner                         | + 27 s                |
| 10e                   | Volodymyr Bileka      | Ukraine               | Discovery Channel                    | + 27 s                |
| modifier              |                       |                       |                                      |                       |

## Classement général final
| Classement général final | Classement général final | Classement général final | Classement général final             | Classement général final |
|                          | Coureur                  | Pays                     | Équipe                               | Temps                    |
| ------------------------ | ------------------------ | ------------------------ | ------------------------------------ | ------------------------ |
| 1er                      | Hugo Sabido              | Portugal                 | Paredes Rota dos Móveis-Beira Tamega | en 21 h 44 min 57 s      |
| 2e                       | Stuart O'Grady           | Australie                | Cofidis                              | + 10 s                   |
| 3e                       | José Luis Rubiera        | Espagne                  | Discovery Channel                    | + 20 s                   |
| 4e                       | Pedro Miguel Lopes       | Portugal                 | LA Aluminios-Liberty Seguros         | + 25 s                   |
| 5e                       | Jurgen Van de Walle      | Belgique                 | Landbouwkrediet-Colnago              | + 25 s                   |
| 6e                       | Juan Olmo                | Espagne                  | Duja-Tavira                          | + 26 s                   |
| 7e                       | Héctor Guerra            | Espagne                  | LA Aluminios-Liberty Seguros         | + 29 s                   |
| 8e                       | Fabian Wegmann           | Allemagne                | Gerolsteiner                         | + 34 s                   |
| 9e                       | Volodymyr Bileka         | Ukraine                  | Discovery Channel                    | + 38 s                   |
| 10e                      | Carlos Pinho             | Portugal                 | Barbot-Pascoal                       | + 38 s                   |
| modifier                 |                          |                          |                                      |                          |

## Classements annexes
| Classement par points             | Bernhard Eisel Autriche 70 pts                |
| 2e                                | Stuart O'Grady Australie 65 pts               |
| 3e                                | Hugo Sabido Portugal 34 pts                   |
| 4e                                | José Luis Rubiera Espagne 22 pts              |
| 5e                                | Pedro Soeiro Portugal 21 pts                  |
| 6e                                | Fabian Wegmann Allemagne 18 pts               |
| 5e                                | Jurgen Van de Walle Belgique 16 pts           |
| Classement du meilleur grimpeur   | Hugo Sabido Portugal 31 pts                   |
| 2e                                | Fabian Wegmann Allemagne 14 pts               |
| 3e                                | Bram Schmitz Pays-Bas 12 pts                  |
| 4e                                | Léon van Bon Pays-Bas 12 pts                  |
| 5e                                | José Luis Rubiera Espagne 8 pts               |
| 6e                                | Jussi Veikkanen Finlande 7 pts                |
| 7e                                | Sergio Herrero Espagne 5 pts                  |
| Classement de la meilleure équipe | Discovery Channel États-Unis 65 h 16 min 49 s |
| 2e                                | Landbouwkrediet-Colnago Belgique à 13 s       |
| 3e                                | Davitamon-Lotto Belgique à 1 min 15 s         |
| 4e                                | Carvalhelhos-Boavista Portugal à 1 min 47 s   |
| 5e                                | Gerolsteiner Allemagne à 4 min 14 s           |
| 6e                                | Française des jeux France à 4 min 32 s        |

## Liste des coureurs
| Discovery Chanel Pro Cycling Team | Gerolsteiner | T-Mobile Team |  |
| - 1. José Azevedo Portugal - 2. Benoît Joachim Luxembourg - 3. Guennadi Mikhailov Russie - 4. Benjamín Noval Espagne - 5. Pavel Padrnos République tchèque - 6. Volodymyr Bileka Ukraine - 7. José Luis Rubiera Espagne - 8. Jurgen Van den Broeck Belgique       | - 11. Markus Fothen Allemagne - 12. Robert Förster Allemagne - 13. Sebastian Lang Allemagne - 14. Marcel Strauss Suisse - 15. Fabian Wegmann Allemagne - 16. Beat Zberg Suisse - 17. Markus Zberg Suisse - 18. Thomas Ziegler Allemagne                     | - 21. Eric Baumann Allemagne - 22. Bastiaan Giling Pays-Bas - 23. Bernhard Kohl Autriche - 24. André Korff Allemagne - 25. Daniele Nardello Italie - 26. Olaf Pollack Allemagne - 27. Jan Schaffrath Allemagne - 28. Bram Schmitz Pays-Bas                |  |
| Française Des Jeux | Cofidis | Davitamon-Lotto |  |
| - 31. Sandy Casar France - 32. Baden Cooke Australie - 33. Bernhard Eisel Autriche - 34. Frédéric Guesdon France - 35. Christophe Mengin France - 36. Benoît Vaugrenard France - 37. Jussi Veikkanen Finlande - 38. Matthew Wilson Australie                      | - 41. Leonardo Bertagnolli Italie - 42. Stuart O'Grady Australie - 43. Bingen Fernández Espagne - 44. Daniel Atienza Espagne - 45. Jans Koerts Pays-Bas - 46. Guido Trentin Italie - 47. Nicolas Roche Irlande - 48. Stéphane Augé France                   | - 51. Frédéric Amorison Belgique - 52. Wim De Vocht Belgique - 53. Bert Roesems Belgique - 54. Tom Steels Belgique - 55. Christophe Brandt Belgique - 56. Léon van Bon Pays-Bas - 57. Wim Van Huffel Belgique - 58. Aart Vierhouten Pays-Bas              |  |
| L.A. Aluminios-Liberty Seguros | Riberalves-Goldnutrition | Milaneza-Maia |  |
| - 61. Cândido Barbosa Portugal - 62. Pedro Lopes Portugal - 63. David García Dapena Espagne - 64. Luis Pinheiro Portugal - 65. Pedro Andrade Portugal - 66. Hernâni Brôco Portugal - 67. Héctor Guerra Espagne - 68. Jordi Grau Espagne                           | - 71. Rui Lavarinhas Portugal - 72. Joaquim Adrego Andrade Portugal - 73. Nuno Marta Portugal - 74. Bruno Sa Portugal - 75. Micael Isidoro Portugal - 76. Luis Sarreira Portugal - 77. Edgar Anäo Portugal - 78. Ricardo Costa Portugal                     | - 81. Pedro Cardoso Portugal - 82. Gonçalo Amorim Portugal - 83. Renato Silva Portugal - 84. Bruno Pires Portugal - 85. Andrei Zintchenko Russie - 86. Daniel Petrov Bulgarie - 87. Alexei Markov Russie - 88. Francisco Pérez Sánchez Espagne            |  |
| Madeinox-A.R. Canela | Paredes R.M.-Beirata | Duja-Tavira |  |
| - 91. Bruno Neves Portugal - 92. Julio Garcia Espagne - 93. Lizuarte Martins Portugal - 94. Claudio Faria Portugal - 95. Carlos Alberto Carneiro Portugal - 96. Sergio Sousa Portugal - 97. Josu Mondelo Espagne - 98. Sergio Herrero Espagne                     | - 101. Hugo Sabido Portugal - 102. José Hernández Espagne - 103. Virgilio Santos Portugal - 104. Gerardo Fernández Argentine - 105. Alberto Padilla Espagne - 106. José Rodrigues Portugal - 107. Alexandre Oliveira Portugal - 108. Pedro Barnabe Portugal | - 111. Pedro Martins Portugal - 112. Martín Garrido Argentine - 113. Juan Olmo Espagne - 114. Paul Sneeboer Pays-Bas - 115. Nelio Simao Portugal - 116. Krassimir Vasilev Bulgarie - 117. Luis Bartolomeu Portugal - 118. Daniel Petrov Bulgarie          |  |
| Imoholding-Loulé | Barbot-Pascoal | Asc-Chenco Jeans |  |
| - 121. Ramon Troncoso Espagne - 122. Ramon Zaragoza Espagne - 123. Marco Morais Portugal - 124. Marco Silvestre Portugal - 125. Cesar Pinto Portugal - 126. José Martínez Espagne - 127. Luis Medina Espagne - 128. Rui Madeira Portugal                          | - 131. Alberto Benito Espagne - 132. Celestino Pinho Portugal - 133. Carlos Pinho Portugal - 134. Claus Michael Møller Danemark - 135. David Martin Espagne - 136. Fernando Sousa Portugal - 137. Rui Pinto Portugal - 138. Sérgio Ribeiro Portugal         | - 141. Pedro Costa Portugal - 142. Jose De Sousa Portugal - 143. Vicente Fernandez Espagne - 144. Pedro Hermida Espagne - 145. Carlos Lameira Portugal - 146. Nelson Pereira Portugal - 147. Hermano Vieira Portugal - 148. José Miguel Martins Portugal  |  |
| Carvalhelhos-Boavista | Rabobank | Shimano-Memory Corp |  |
| - 151. Alejandro Marque Espagne - 152. Pedro Soeiro Portugal - 153. Joaquim Sampaio Portugal - 154. Celio Sousa Portugal - 155. Andre Vital Portugal - 156. Hugo Vitor Portugal - 157. Jacek Morajko Pologne - 158. Tiago Machado Portugal                        | - 161. Stef Clement Pays-Bas - 162. Hans Dekkers Pays-Bas - 163. Frank Van Dulmen Pays-Bas - 164. Tom Veelers Pays-Bas - 165. Marc de Maar Pays-Bas - 166. Kai Reus Pays-Bas - 167. Tom Stamsnijder Pays-Bas - 168. Remco van der Ven Pays-Bas              | - 171. Eelke Van Der Wal Pays-Bas - 172. Rudie Kemna Pays-Bas - 173. Rik Reinerink Pays-Bas - 174. Stefan Schumacher Allemagne - 175. Masamichi Yamamoto Japon - 176. Laurens ten Dam Pays-Bas - 177. Alain Van Katwijk Pays-Bas - 178. Tomoya Kanō Japon |  |
| Landbouwkrediet-Colnago | | |  |
| - 181. Bert De Waele Belgique - 182. Ludo Dierckxsens Belgique - 183. Glenn D'Hollander Belgique - 184. Geert Verheyen Belgique - 185. Jurgen Van de Walle Belgique - 186. Maxime Monfort Belgique - 187. Steve Cummings Royaume-Uni - 188. Nico Sijmens Belgique | | |  |